# 多田木亮佑
多田木 亮佑（ただき りょう、本名：但木 康治、1958年10月6日 - ）は、中京圏を拠点に活動する俳優である。解散した劇団少年ボーイズ主宰、芸能事務所クリアレイズ取締役。愛知県名古屋市出身。

## 略歴
1958年、仙台藩家老の血筋である但木家に生まれる。
父は元中日ドラゴンズ外野手の但木健一郎で、その影響から幼少期より英才教育を受けていた。
中京大学体育学部卒業後、1981年に役者に転向。
1993年、少年ボーイズを設立。
NHK名古屋放送局や東海ラジオ等の在名局が制作した番組への出演が多い。
堤幸彦とは親交が深く、堤が関わる作品に数多く出演している。

## 出演

### テレビドラマ
- 中学生日記（1982年 - 1996年） - 中尾先生（体育） 役
- ドラマ新銀河 ようこそ青春金物店（1996年）- 竹村亨 役
- 金田一少年の事件簿（1997年） - 小沢竜二郎 役
- 池袋ウエストゲートパーク（2000年） - ラーメン屋店員 役
- トリック (テレビドラマ)（2000年）
- 中学生日記（2001年 - 2012年） - 荒畑勇吉先生（数学） 役
- 加藤家へいらっしゃい! 〜名古屋嬢っ〜（2004年） - 加藤光一郎 役
- サムデイ（韓国OCN、2006年）
- こどもの事情（2007年）
- 勉強していたい!（2007年） - 梅宮元 役
- 気骨の判決（2009年） - 阿部達夫 役
- おかげ様で!（2010年） - 加藤太一 役
- 鉄の骨（2010年） - 内藤肇 役
- SPEC〜警視庁公安部公安第五課 未詳事件特別対策係事件簿〜シリーズ - 中部日本餃子のCBCの親父/餃子ロボ親父 役
  - SPEC〜警視庁公安部公安第五課 未詳事件特別対策係事件簿〜（2010年）
  - SPEC〜翔〜（2012年4月1日）
  - SPEC〜零〜（2013年10月23日）
- 心の糸（2010年）
- 女はそれを許さない（2014年11月4日） - 大原雄二 役
- 全力離婚相談（2015年1月13日） - 五十嵐 役
- 松本清張サスペンス・影の地帯（2015年7月6日） - 麻生部長 役
- 金曜プレミアム 私という名の変奏曲（2015年10月2日） - 浅井茂 役
- 撃てない警官（2016年） - 土屋係長 役
- 神の舌を持つ男（2016年7月29日） - 金田市久 役
- 刑事7人 第2シリーズ（2016年8月3日） - ホームレス 役
- 父、ノブナガ（2017年10月7日、TBS） - 笹川隆 役
- 相棒（2017年） ‐ 貴城辰臣
- マチ工場のオンナ（2017年） ‐  岡本支店長
- メゾン・ド・ポリス（2019年） ‐ 土屋亮治
- 翔べ!工業高校マーチングバンド部〜泣き虫先生が僕らに教えてくれたこと〜（2020年） - 校長先生 役
- 連続テレビ小説 おかえりモネ （2021年、NHK）
- 今ここにある危機とぼくの好感度について（2021年） - 鈴木勝隆市長 役
- 令和の三英傑!（2024年） - 徳川康元 役[1]

### 映画
堤幸彦監督作品にエキストラを含めて数多く出演している。
- 溺れる魚（2001年） - 佐山監察官 役
- MY HOUSE（2012年）
- 劇場版 SPEC〜天〜（2012年） - 餃子ロボ親父 役
- 劇場版 SPEC〜結〜 漸ノ篇/爻ノ篇（2013年） - 餃子ロボ親父 役
- ENOLA（2015年、林一嘉監督） - 健太の父 役
- 天空の蜂（2015年、堤幸彦監督） - 福井県警刑事 役
- 真田十勇士（2016年、堤幸彦監督） - 本多正純 役

### 情報・バラエティ
- わくわくタイム（中京テレビ）
- 金曜日が最高（中京テレビ、1989年 - 1992年）
- 多田木亮佑のグルメデート（中京テレビ、1995年 - 1998年）
- クイズ赤恥青恥（テレビ東京） - ナレーションを担当。
- ボートタイム（テレビ愛知、競艇の予想番組）
- オイシイのが好き!（テレビ愛知、2000年頃 - 2003年）
- オイシイ!とこドリ（テレビ愛知、2003年 - 2004年）
- WAYAYA丼（メ〜テレ、2004年 - 2006年）
- 幸せの黄色い仔犬（中京テレビ、2009年 - ） - ナレーションを担当。
- NAGOYA-DAGAYA（中京テレビ、2014年 - 2016年） - エピソードを小芝居で紹介する「劇団ダガヤ」の一員として出演。

### その他テレビ番組
- 津競艇レース中継（単発出演。三重テレビ） - 司会

### ラジオ番組
- 今夜もやっぱりファンキーパジャマ（東海ラジオ）
- J・POP Magic（東海ラジオ、1996年 - 1998年）
- Pee Pee Jaca Jacans（ピーピージャカジャカンズ）（東海ラジオ）
- こちらOL放送局（東海ラジオ）
- 多田木deいただき ラジオクルージング（東海ラジオ、2001年 - 2004年）
- 2COOL!（東海ラジオ、2008年 - 2009年） - 火曜担当。
- 多田木deいただき!ニクよう日!（東海ラジオ、金曜日15時40分頃） - 「山浦・深谷のイチヂカラ!」で内で放送されているミニ番組。
- 多田木・川島 茶の間でショウ→多田木・古池 茶の間でショウ（東海ラジオ、2010年4月11日 - 2014年9月28日）
- チア・スポ〜Cheer Sport（東海ラジオ）
- 立浪和義のキャッチボールラジオ(東海ラジオ)月曜18:40〜

### その他
- ココストア - コジコジがキャラクターとして起用されていた当時のCMのナレーションを担当。
- 太平タイヤセンター（テレビCM・ラジオCM双方） - キャラクターの声役。
- 養老ミート - CMソングを歌っている。
- 西濃運輸 丸超（ラジオCM）
- 舞台「熱いぞ!猫ヶ谷!!」 - 校長先生 役。